# Fanlo del Valle de Vío
Fanlo del Valle de Vío är en ort i Spanien.   Den ligger i provinsen Provincia de Huesca och regionen Aragonien, i den nordöstra delen av landet, 400 km nordost om huvudstaden Madrid. Fanlo del Valle de Vío ligger 1 384 meter över havet och antalet invånare är 167.
Terrängen runt Fanlo del Valle de Vío är kuperad åt sydost, men åt nordväst är den bergig.  Trakten runt Fanlo del Valle de Vío är nära nog obefolkad, med mindre än två invånare per kvadratkilometer. Närmaste större samhälle är Broto, 8,5 km väster om Fanlo del Valle de Vío. I omgivningarna runt Fanlo del Valle de Vío växer i huvudsak blandskog.